# Música llanera
La música llanera es un término que se refiere al conjunto de manifestaciones artístico-musicales, ritmos, cantos y danzas tradicionales producidas en la región llanera comprendida entre los países de América del sur: Colombia y Venezuela. Se caracteriza por su rica mezcla de influencias indígenas, africanas y españolas, y por su profunda conexión con la vida y las tradiciones del llanero.

## Origen del término
La música llanera tiene sus orígenes a partir de la época colonial debido a la interacción entre los nativos americanos, los españoles (especialmente los andaluces) y los africanos. Este término se utiliza a menudo como sinónimo del estilo musical típico del llano. La música llanera puede variar entre melodías alegres, recias y nostálgicas (como las tonadas). El término «música llanera» tiene sus raíces en la misma región de los llanos que la vio nacer. Para entender su origen, es esencial considerar el entorno y las influencias históricas.
Aunque en principio, el calificativo llano refiere a un espacio geográfico determinado por su topografía, y a pesar de que actualmente el joropo llanero es por mucho el género más difundido en la región llanera; la diversidad nacional y de géneros existentes inicialmente en los países llaneros hace posible definir un estilo musical amplio para toda la región. Por lo tanto, la expresión «música llanera» es un término que engloba todos los estilos y formaciones instrumentales que se manifiestan en la región llanera o han sido adaptados a ella.

## Características
La música llanera relata las experiencias y vivencias del ámbito rural, abordando temáticas como las problemáticas sociales y políticas, así como los sentimientos genuinos y profundos. Preserva el léxico auténtico de la región llanera, junto con sus ritmos característicos, instrumentación tradicional y la atmósfera cultural inherente. A pesar de su carácter autóctono, la música llanera posee una resonancia universal. De igual manera, la canción llanera representa un legado histórico que ha perdurado a lo largo de décadas, transmitiéndose de manera oral y práctica de una generación a otra; no solo reproduce aspectos ideológicos y culturales, sino que también expresa las vivencias y la cotidianidad de la vida en los llanos, reflejando la autenticidad de las costumbres y el quehacer de su gente. Su valor cultural es ampliamente reconocido y asumido por la comunidad.
El ritmo principal y más emblemático de la música llanera es el joropo llanero, que se caracteriza por su ritmo de tres tiempos y su energía vibrante. Además del joropo llanero, existen otros ritmos y estilos, como las tonadas y los cantos de arreo, entre otros, cada uno con sus propias características rítmicas y temática. Las letras de las canciones suelen utilizar el lenguaje propio de la región llanera, con sus modismos y expresiones características.

## Géneros y relación con otros estilos musicales
- Joropo llanero: variante del joropo adaptado y desarrollado en la región llanera. Se interpreta con arpa llanera, cuatro venezolano, maracas y bajo eléctrico. En algunas ocasiones la bandola llanera sustituye al arpa llanera.
- Cantos de arreo y ordeño: están asociados a una labor específica y sirven para aliviar el pesar causado por el esfuerzo o para facilitar una tarea en específico en el llano. Fueron reconocidos como Patrimonio Cultural Inmaterial de la Humanidad el 6 de diciembre de 2017.[8]
- Tonada: ritmo suave y melancólico, rescatado y popularizado por el cantautor Simón Díaz con las mundialmente reconocidas Tonada de luna llena y Tonada del Cabrestero.[9]
- Galerón llanero: variante del galerón adaptado y desarrollado en la región llanera. Alcanzó popularidad en el siglo XIX, durante las campañas libertadoras.
- Corrido: se define como una forma de música narrativa popular, caracterizada por su función de relatar historias, tanto reales como ficticias, de sucesos recientes o históricos.[10]
- Bambuco: originario de los andes colombianos, muy practicado anteriormente en el llano colombiano.
- Contrapunteo: se trata de una disputa verbal improvisada entre dos o más cantadores o copleros, en la que se utilizan modismos y palabras típicos de la región llanera.
- Torbellino llanero: definir el torbellino no ha sido tarea fácil para los investigadores del folclor. Es el galerón andino que como el bambuco, al subir de los llanos a los andes, se fue integrando a cada comunidad con identidad propia.
- Araguatos: baile que imita los movimientos y comportamientos del mono aullador, un animal que habita en las selvas de la región de la Orinoquia. El propósito de esta danza es puramente humorístico y de burla.[11]
- Bambas (pato bombiao): originario de tierras andinas y extendido al llano, es un baile con versos, entendiéndose por «bomba» a una cuarteta o una redondilla octosílaba que se dice como piropo a la mujer con quien se baila.[cita requerida]

## Instrumentos
- Arpa llanera
- Cuatro venezolano
- Bandola llanera
- Maracas o capachos
- Requinto
- Tiple
- Bandola andina
- Bandola casanareña
- Furruco
- Guitarra
- Bandolín
- Guitarro
- Hoja de limón
- Carraca
- Tambora
- Bandolón llanero
- Cirrampla
- Bajo eléctrico